# Jean-Jacques Dordain
Jean-Jacques Dordain (Estrun, 14 aprile 1946) è un ingegnere aeronautico francese.
Dal luglio 2003 al giugno 2015 ha ricoperto la carica di direttore generale dell'Agenzia Spaziale Europea.

## Biografia
Dopo essersi laureato in ingegneria alla Ecole Centrale de Paris nel 1969 (guarda caso lo stesso anno in cui Neil Armstrong mosse il primo passo sulla Luna), iniziò la sua carriera di ricercatore scientifico nel campo della propulsione nella French National Office for Aerospace Studies and Research (ONERA/ CNES).
Dal 1976 to 1983 è stato il coordinatore generale delle attività spaziali alla ONERA fino a che venne nominato Director of Fundamental Physics. Durante questo periodo è rientrato tra i primi cinque astronauti francesi selezionati dal CNES per il programma ESA Spacelab 1.

## Carriera
La carriera scientifica di Dordain è iniziata nell'agenzia spaziale francese (il CNES, allora noto come ONERA). Dordain ha condotto numerose ricerche nel campo della propulsione per missili e ha studiato numerosi esperimenti in condizioni di microgravità; è stato anche un candidato astronauta per conto della stessa ESA. Nel 1998 è diventato Segretario Esecutivo presso la JAXA, l'agenzia spaziale del Giappone; in seguito ha ricoperto il ruolo di Direttore Tecnico presso l'ESA, per poi assumere il ruolo di direttore generale.
Mentre era a capo dell'ESA, Jean-jacques Dordain ha presieduto una lunga serie di lanci aerospazialidi successo che hanno portato poi a termine importantissime missioni scientifiche, come ad esempio la missione del ricercatore di comete Rosetta(2004) e degli esploratori spaziali Herschel e Planck (2009).  OLtre a ciò, durante il suo mandato sono stati mandati in orbita un grosso numero di satelliti volti all'osservazione del nostro satellite che hanno poi procurato dati importantissimi per il monitoraggio dell'atmosfera terrestre e del cambiamento climatico. Ad esempio: GOCE (2009) per lo studio del campo di gravità terrestre, SMOS (2009), Cryosat (2010) per studiare la situazione dei ghiacci negli oceani polari. E ancora: Proba-V ( V per ricollegarsi al concetto di Vegetazione),  un satellite ideato per mappare la crescita della vegetazione sul nostro pianeta, satellite che è stato lanciato su Vega all'inizio del 2013.
Dal 2003, grazie all'apporto del dottor Dordain, la ESA ha intrapreso un percorso di crescita che ha portato all'aggiunta di altri cinque stati membri, e ha aggiunto altre nuovi paesi come stati cooperanti. Tutti gli altri stati europei, anche se non ancora membri della ESA possono partecipare al Consiglio come osservatori. L'impegno di Dodain infatti è stato volto anche a consolidare e incrementare il rapporto tra l'ESA, l'UE e le sue istituzioni.